# جشن (فیلم ۲۰۱۰)
جشن (به انگلیسی: Ceremony) یا مراسم فیلمی محصول سال ۲۰۱۰ و به کارگردانی مکس وینکلر است. در این فیلم بازیگرانی همچون مایکل آنگارانو، اوما تورمن، ریس تامپسون، لی پیس، جیک جانسون و ربکا میدر ایفای نقش کرده‌اند.